# Ajda Pekkan
Ajda Pekkan, née le 12 février 1946 à İstanbul, est une actrice de cinéma et une chanteuse de musique pop turque.

## Biographie
Ajda Pekkan naît à Istanbul d'un père officier de la Marine turque, Rıdvan Pekkan, et d'une mère bosniaque de Turquie, Nevin Dobruca. L'origine de sa mère explique son prénom bosniaque d'Ajda. Elle passe son enfance à la base navale de Gölcük en Turquie, au milieu de familles américaines.
À 17 ans, elle fait la couverture du magazine Ses et commence la même année à tourner des films, des comédies ou des mélodrames Elle sera connue grâce à ses rôles dans les films  Şıp sevdi et Kart Horoz. En mars 1976 elle chante en duo avec Enrico Macias à l'Olympia (Mélisa, Tu pars et tu reviens, Je t'apprendrai l'amour, Hoşgör sen).
En 1971, elle se fiance à l'avocat français Jean-Paul Carteron au cours d'une magnifique soirée dans les jardins du Hilton Istanbul. Peu après elle viendra à Paris et, succès extraordinaire, elle chantera à l'Olympia !

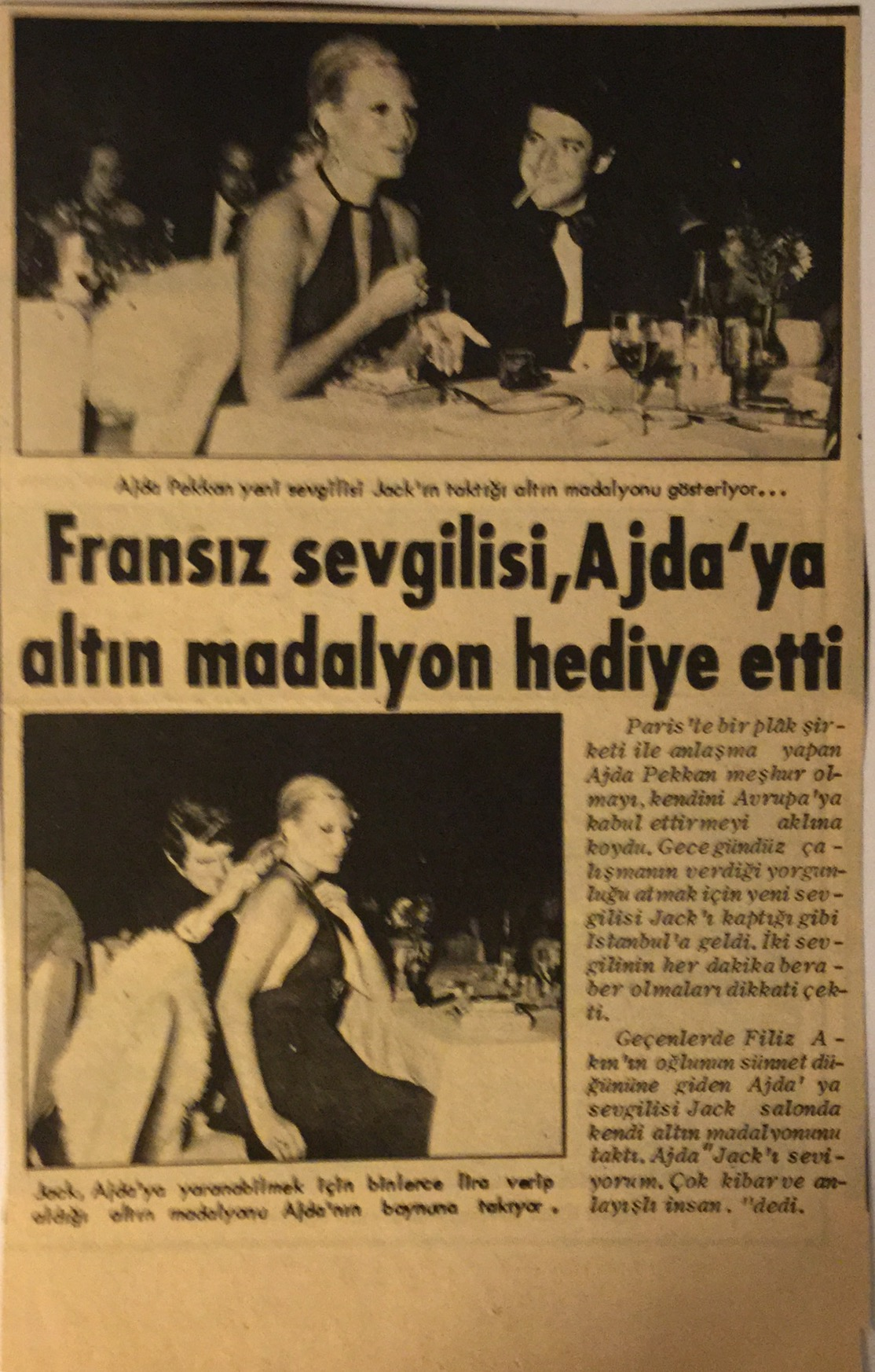

Elle participe en 1980, à 34 ans, au concours de l'Eurovision avec sa chanson Pet'r oil à La Haye aux Pays-Bas. Elle connaîtra la déception de finir 15e avec seulement 23 points. Elle est considérée, avec son amie Sezen Aksu, comme une des précurseurs de la pop turque.
En 1998, le ministère de la culture turc lui accorde le statut de chanteuse d'État.
Ajda Pekkan reprend dans les années 1980 la chanson française de Dalida, Mourir sur scène en version turque sous le titre Bir gece sahnede.

## Discographie

### Albums
- 1968 : Ajda Pekkan
- 1969 : Fecri Ebcioglu Sunar
- 1972 : Ajda Pekkan vol. III
- 1975 : Ajda
- 1976 : La Fête à l'Olympia
- 1977 : Superstar
- 1978 : Pour lui
- 1979 : Superstar II
- 1981 : Sen Mutlu Ol
- 1982 : Sevdim Seni
- 1983 : Superstar III
- 1984 : Beş Yıl Önce On Yıl Sonra
- 1987 : Superstar IV
- 1989 : Unutulmayanlar
- 1990 : Ajda 1990
- 1991 : Seni Seçtim
- 1992 : Hoşgör Sen
- 1993 : Ajda 93
- 1996 : Ajda Pekkan
- 1998 : The Best of Ajda
- 2000 : Diva
- 2006 : Cool Kadın
- 2008 : Aynen Öyle
- 2011 : Farkın Bu

### Singles
- 1964: Abidik Gubidik Twist - Göz Göz Değdi Bana
- 1965: Her Yerde Kar Var - On yedi Yaşında
- 1966: Moda Yolunda- Serseri
- 1966: Seviyorum - İlkokulda Tanışmıştık
- 1967: İki Yabancı - Bang Bang
- 1967: Dönmem Sana - İlk Aşkım
- 1967: Oyalama Beni - Saklanbaç
- 1967: Aşk Oyunu - Et C'est Pour Toi
- 1967: Boşvermişim Dünyaya - Sevdiğim Adam
- 1968: Dünya Dönüyor - Üç Kalp
- 1968: Kimdir Bu Sevgili - Onu Bana Bırak
- 1968: Özleyiş - Ve Ben Şimdi
- 1968: Boş Sokak - Çapkın
- 1969: Ne Tadı Var Bu Dünyanın - Mesut Ol Sen
- 1969: İki Yüzlü Aşk - Erkekleri Tanıyın
- 1969: Durdurun Şu Zaman - Yaşamak Ne Güzel Şey
- 1969: Ben Bir Köylü Kızıyım - Tatlı Dünya
- 1969: Ay Doğarken - Sev Gönlünce
- 1970: Sensiz Yıllarda - Olmadı Gitti
- 1970: Yağmur - Tek Yaşanır mı
- 1971: Gençlik Yılları - Bilmece Bildirmece
- 1971: "Yalnızlıktan Bezdim - Gel"
- 1971: Zigeuner Müssen Singen - Der Große Abschied
- 1971: Sen Bir Yana Dünya Bir Yana - İçiyorum
- 1972: Puerto Mondt - Der Große Abschied
- 1972: (I Agapi M' Afise) Rain -(Alli Den Tha Vreis Opos Emena) Abracadabra
- 1972: (Den Roises Pote) Puerto Montt - (San To Karavi) Oh Danny Oh Danny
- 1972: Ai No Omoide - Wasureenu Hito
- 1972: Olanlar Oldu Bana - Çapkın Satıcı
- 1972: Dert Bende - Varsın Yansın Dünya
- 1972: Kaderimin Oyunu - Kimler Geldi Kimler Geçti
- 1973: Babylone, Babyone - Viens Pleurer Dans Mon C'eur
- 1973: Tanrı Misafiri - İçme Sakın
- 1973: Seninleyim - Palavra Palavra
- 1974: Nasılsın, İyi misin? - İnanmam
- 1974: Sana Neler Edeceğim - Haram Olsun Bu Aşk Sana
- 1975: Hoşgör Sen - Sana Ne, Kime Ne
- 1975: Al Beni - Aşk Budur
- 1976: Ne Varsa Bende Var - Yere Bakan Yürek Yakan
- 1976: Je T'apprendrai L'amour - Tu Pars Et Tu Reviens
- 1976: Gözünaydın - Kim Ne Derse Desin
- 1976: Mediterranée - Kim Derdi ki
- 1977: Hancı - Mediterranée
- 1977: Viens Dans Ma Vie - Face A Face Avec Moi
- 1977: Ağlama Yarim - Sakın Sakın Ha
- 1977: A Mes Amours - Satisfaction
- 1977: Mediterráneo - A Mes Amours
- 1978: Ya Sonra? - Yeniden Başlasın
- 1978: Et Je Voyage - Je Danse
- 1978: Loin De Nos Je T'aime - Combien Je T'aime
- 1980: Petrol
- 2003: Sen İste
  - Tracks: Sen İste Radio Edit; Sen İste Extended Mix; Sen İste Ballad Version
- 2009: Resim
  - Tracks: Resim (Produced By Volga Tamöz); Resim (Produced By Murat Yeter)

## Filmographie
- 1963 : Şıpsevdi
- 1963 : Kendini Arayan Adam
- 1963 : Adanalı Tayfur
- 1963 : Şaşkın Baba
- 1963 : Öpüşmek Yasak
- 1964 : Abudik Gubidik
- 1964 : Çanakkale Aslanları
- 1964 : Plajda Sevişelim
- 1964 : Kaynana Zırıltısı
- 1964 : Avare
- 1964 : Hızır Dede
- 1964 : Koçum Benim
- 1964 : Sokakların Kanunu
- 1965 : Artık Düşman Değiliz
- 1965 : Cici Kızlar
- 1965 : Kart Horoz
- 1965 : Kolla Kendini Bebek
- 1965 : Pantolon Bankası
- 1965 : Şakayla Karışık
- 1965 : Şepkemin Altındayım
- 1965 : Yabancı Olduk Şimdi
- 1965 : Bir Caniye Gönül Verdim
- 1965 : Şehvetin Esiriyiz
- 1965 : Babamız Evleniyor
- 1965 : Sevdalı Kabadayı
- 1965 : Taçsız Kral
- 1965 : Dalgacı Mahmut
- 1965 : Berduş Milyoner
- 1965 : Helal Adanalı Celal
- 1965 : Bir Gönül Oyunu
- 1965 : Lafını Balla Kestim
- 1965 : Sevinç Gözyaşları
- 1966 : Avare Kız
- 1966 : Kara Tren
- 1966 : Şoför Deyip Geçmeyin
- 1966 : Seher Vakti
- 1966 : Ümit Sokağı
- 1966 : Düğün Gecesi
- 1966 : Siyah Otomobil
- 1966 : Dişi Düşman
- 1966 : Dağda Silah Konuşur
- 1966 : Günah Çocuğu
- 1966 : Affet Sevgilim
- 1966 : Ayrılık Şarkısı
- 1966 : Erkek Severse
- 1967 : Harun Reşid’in Gözdesi
- 1967 : Düşman Âşıklar
- 1968 : Kalbimdeki Yabancı
- 1969 : Tatlı Günler
- 1969 : Hancı
- 2002 : Şöhret Sandalı
- 2013 : Romantik Komedi 2: Bekarlığa Veda